# Liste der Kreisstraßen im Schwalm-Eder-Kreis
Die Liste der Kreisstraßen im Schwalm-Eder-Kreis ist eine Auflistung der Kreisstraßen im hessischen Schwalm-Eder-Kreis.

## Abkürzungen
- K: Kreisstraße
- L: Landesstraße

## Liste
Die Kreisstraßen im Regierungsbezirk Kassel behalten die ihnen zugewiesene Nummer nicht bei einem Wechsel in einen anderen Landkreis oder in eine kreisfreie Stadt. Nicht vorhandene bzw. nicht nachgewiesene Kreisstraßen werden in Kursivdruck gekennzeichnet, ebenso Straßen und Straßenabschnitte, die unabhängig vom Grund (Herabstufung zu einer Gemeindestraße oder Höherstufung) keine Kreisstraßen mehr sind. 
Der Straßenverlauf wird in der Regel von Nord nach Süd und von West nach Ost angegeben.
| Nr.   | Verlauf |
| ----- | --- |
| K 2   | L 3221 in Holzhausen am Hahn – L 3316 – Kreisgrenze – (K 17 im Landkreis Kassel)                                                                                          |
| K 3   | in Deute – L 3426 in Böddiger |
| K 4   | L 3222 in Deute – Wolfershausen – K 5 – K 151 – in Guxhagen |
| K 5   | L 3221 in Holzhausen am Hahn – Haldorf – L 3316 – Wolfershausen – K 4 – L 3222 in Neuenbrunslar                                                                           |
| K 6   | K 7 – K 90 – Dissen – /L 3316 |
| K 7   | L 3221 in Gudensberg – K 6 – /L 3222 in Deute |
| K 8   | L 3150 in Werkel – K 12 – Obervorschütz – K 10 – Niedervorschütz – L 3426 in Böddiger                                                                                     |
| K 9   | K 10 in Obervorschütz – Maden – L 3220 – |
| K 10  | L 3220/L 3221 in Gudensberg – Obervorschütz – K 9 – K 8 |
| K 12  | K 8 in Werkel – Obermöllrich – L 3426 – K 13 – Zennern – Wabern – |
| K 13  | L 3150 in Fritzlar – K 12 – Zennern – L 3148 in Uttershausen |
| K 15  | L 3224 – K 28 – |
| K 17  | L 3223 in Großenenglis – Gombeth – L 3149 |
| K 20  | K 29 in Beiseförth – K 131 – in Beiseförth |
| K 21  | – Heßlar – K 143 – Gensungen – L 3220 – L 3223 – K 28 – Helmshausen – L 3427 – Hesserode – K 32 – Rockshausen – L 3149                                                    |
| K 23  | L 3149 in Hombergshausen – L 3224 |
| K 24  | K 28 in Hilgershausen – L 3427 in Mosheim |
| K 25  | L 3224 – Mörshausen – K 27 – Dickershausen – L 3428 in Sipperhausen |
| K 26  | (– Abzweig nach Mardorf) – L 3224 |
| K 27  | K 25 in Mörshausen – L 3254 |
| K 28  | K 21 – K 24 – Hilgershausen – L 3435 – K 15 – Dagobertshausen |
| K 29  | in Melsungen – Obermelsungen – L 3435 – Malsfeld – K 135 – K 20 – Beiseförth – K 30 – L 3254 in Niederbeisheim                                                            |
| K 30  | L 3254 – Berndshausen – L 3428 – K 31 – K 29 |
| K 31  | L 3428 in Sipperhausen – K 30 |
| K 32  | K 21 in Hesserode – L 3427 |
| K 33  | L 3254 in Welferode – K 41 – /L 3153 in Remsfeld |
| K 34  | K 91 in Rengshausen – Nenterode – Nausis – L 3153 |
| K 35  | L 3384 in Hergetsfeld Nord – Hergetsfeld |
| K 37  | L 3384 in Steindorf bei Homberg – Rückersfeld – L 3153 in Völkershain |
| K 38  | L 3158 in Lenderscheid – Leuderode – L 3384 in Allmuthshausen |
| K 39  | L 3384 – Schellbach – L 3153 in Remsfeld |
| K 41  | K 91 in Oberbeisheim – K 33 in Remsfeld |
| K 44  | L 3148 in Verna – Siebertshausen – Lanertshausen – L 3158 in Lenderscheid                                                                                                 |
| K 45  | L 3384 in Caßdorf – / |
| K 47  | – Berge bei Homberg – Mühlhausen – L 3224 – L 3384 in Caßdorf |
| K 48  | L 3148 in Lembach – L 3224 in Mühlhausen |
| K 50  | Marienrode – L 3384 – Gilserhof |
| K 52  | L 3152 in Welcherod – L 3148 in Verna |
| K 53  | L 3149 – Todenhausen – |
| K 55  | L 3074 in Dorheim – L 3149 in Neuenhain |
| K 56  | L 3067 in Schlierbach – L 3074 |
| K 59  | L 3425 in Schönstein – Densberg – K 60 – in Jesberg |
| K 60  | Brünchenhain – K 59 |
| K 61  | (K 45 im Landkreis Waldeck-Frankenberg) – Kreisgrenze – Oberurff – L 3074 in Niederurff                                                                                   |
| K 65  | – L 3074 in Niederurff |
| K 66  | – L 3149 in Reptich |
| K 68  | L 3149 in Trockenerfurth – Römersberg – L 3149 in Zimmersrode |
| K 69  | L 3067/L 3149 – Nassenerfurth |
| K 70  | L 3149 – Haarhausen – L 3149 |
| K 72  | K 73 in Arnsbach – L 3149 in Trockenerfurth |
| K 73  | in Kerstenhausen – Arnsbach – K 72 – L 3149 in Borken |
| K 74  | (K 37 im Landkreis Waldeck-Frankenberg) – Kreisgrenze – Wenzigerode – Betzigerode –                                                                                       |
| K 75  | in Ungedanken – Rothhelmshausen – |
| K 77  | (K 114 im Landkreis Kassel) – Kreisgrenze – L 3214 in Züschen |
| K 78  | L 3218 – Haddamar – – K 79 |
| K 79  | L 3220 – K 84 – K 83 – Kirchberg – K 82 – L 3218 – Wehren – K 80 – K 78 – L 3150 in Werkel                                                                                |
| K 80  | – Wehren – K 79 – Dorla – L 3150 |
| K 82  | (K 111 im Landkreis Kassel) – Kreisgrenze – K 79 in Kirchberg |
| K 83  | K 79 in Kirchberg – Gleichen – L 3218 – L 3220 |
| K 84  | K 79 in Kirchberg – Gleichen – L 3218/L 3220 in Metze |
| K 85  | (K 25 im Landkreis Kassel) – Kreisgrenze – L 3219 in Niedenstein |
| K 86  | L 3219 in Niedenstein – K 88 in Ermetheis |
| K 88  | L 3219 in Ermetheis – K 86 – L 3220 |
| K 90  | L 3221 in Besse – K 92 – K 6 in Dissen |
| K 91  | L 3254 in Oberbeisheim – K 41 – Lichtenhagen – Rengshausen – K 34 – L 3254                                                                                                |
| K 92  | – L 3221 – K 90 |
| K 93  | L 3158 in Wernswig – L 3384 in Sondheim |
| K 94  | L 3425 – L 3155 in Moischeid |
| K 95  | L 3425 in Schönau – L 3155 |
| K 96  | – Sebbeterode – K 97 – |
| K 97  | K 96 in Sebbeterode – L 3155 |
| K 98  | – Winterscheid – Kreisgrenze – (K 106 im Landkreis Marburg-Biedenkopf) |
| K 99  | L 3155 – Sachsenhausen – Appenhain – K 100 – Kreisgrenze – (K 105 im Landkreis Marburg-Biedenkopf)                                                                        |
| K 100 | L 3155 – Itzenhain – Bellnhausen – K 99 |
| K 101 | (K 17 im Landkreis Marburg-Biedenkopf) – Kreisgrenze – Florshain – L 3155                                                                                                 |
| K 102 | Frankenhain – L 3155 |
| K 103 | L 3145 – Rommershausen – L 3145 – Allendorf an der Landsburg – L 3067 – L 3074 – Michelsberg – Linsingen – in Gebersdorf                                                  |
| K 104 | L 3145 in Treysa – Ascherode – Ziegenhain – K 107 – L 3263 in Loshausen                                                                                                   |
| K 105 | (K 15 im Landkreis Marburg-Biedenkopf) – Kreisgrenze – in Wiera |
| K 106 | (K 18 im Landkreis Marburg-Biedenkopf) – Kreisgrenze – Willingshausen – K 113 – L 3145 – Merzhausen – K 112 – Gungelshausen – K 107 – Zella – K 110 – L 3263 in Loshausen |
| K 107 | K 104 – Ransbach – L 3263 – Leimbach – K 106 in Gungelshausen |
| K 108 | – Steina – |
| K 110 | K 106 in Zella – |
| K 111 | Salmshausen – L 3263 in Riebelsdorf |
| K 112 | K 106 in Merzhausen – K 114 – Röllshausen – – Trockenbach – L 3156 – Wincherode – K 118 – K 117 – L 3340 in Immichenhain                                                  |
| K 113 | K 106 in Willingshausen – Kreisgrenze – (K 64 im Vogelsbergkreis) |
| K 114 | K 112 – L 3156 in Holzburg |
| K 116 | (K 70 im Vogelsbergkreis) – Kreisgrenze – L 3340 in Immichenhain |
| K 117 | L 3158 in Nausis – K 112 |
| K 118 | K 112 in Wincherode – L 3158 in Nausis |
| K 119 | L 3158 in Kleinropperhausen – L 3340 in Ottrau |
| K 120 | L 3161 in Schorbach – L 3158 – Ottrau Bahnhof – L 3157 – L 3161 in Görzhain                                                                                               |
| K 121 | /L 3161 – Olberode – /L 3161 |
| K 122 | Friedigerode – in Oberaula |
| K 124 | L 3155 in Obergrenzebach – K 125 – K 157 – L 3152/L 3158 in Großropperhausen                                                                                              |
| K 125 | in Leimsfeld – Schönborn – K 126 – K 124 in Obergrenzebach |
| K 126 | L 3155 in Niedergrenzebach – K 125 in Schönborn |
| K 127 | L 3152 in Frielendorf – Spieskappel – K 128 – K 157 – L 3152 |
| K 128 | – K 127 in Spieskappel |
| K 129 | L 3294 – Kreisgrenze – (K 32 im Landkreis Hersfeld-Rotenburg) |
| K 130 | L 3225 – Kreisgrenze – (K 68 im Landkreis Hersfeld-Rotenburg) |
| K 131 | K 20 in Beiseförth – Binsförth – K 132 – Neumorschen – L 3225 – Konnefeld – Kreisgrenze – (K 68 im Landkreis Hersfeld-Rotenburg)                                          |
| K 132 | – K 131 in Binsförth |
| K 133 | Heina – L 3225 in Altmorschen |
| K 135 | K 29 in Malsfeld – |
| K 136 | Malsfeld Nord – |
| K 137 | – Mörshausen |
| K 138 | Kaltenbach – Elbersdorf – in Spangenberg |
| K 140 | L 3249 in Vockerode-Dinkelberg – Weidelbach – L 3227 in Bischofferode |
| K 141 | Kehrenbach – L 3147 |
| K 142 | in Röhrenfurth – Schwarzenberg – L 3147 in Melsungen |
| K 143 | L 3222 in Melgershausen – Heßlar – K 21 – / |
| K 144 | Burg Heiligenburg – / |
| K 145 | L 3220 in Niedervorschütz – Lohre – L 3226 – K 146 – L 3220 in Felsberg                                                                                                   |
| K 146 | L 3426 – K 145 |
| K 147 | in Grebenau – Wagenfurth – – K 158 – Körle – in Röhrenfurth |
| K 150 | in Guxhagen – K 152 – Büchenwerra |
| K 151 | K 4 – Ellenberg – L 3222 in Altenbrunslar |
| K 152 | K 150 in Guxhagen – K 158 in Albshausen |
| K 153 | K 158 – K 158 in Albshausen Nord |
| K 154 | (K 16 im Landkreis Kassel) – Kreisgrenze – K 155 – in Guxhagen |
| K 155 | K 154 – L 3460 |
| K 156 | L 3161 – Christerode |
| K 157 | K 127 in Spieskappel – K 124 in Obergrenzebach |
| K 158 | L 3460 in Wollrode – K 153 – Albshausen – K 153 – K 152 – in Körle |